# Anna Månsdotter
Anna Månsdotter, também conhecida na Suécia como Yngsjömörderskan (Em Português: A assassina de Yngsjö),  (28 de dezembro de 1841 - 7 de agosto de 1890) foi a última mulher a ser executada na Suécia. O Assassinato de Yngsjö é um dos mais famosos casos de assassinato na história da Suécia. Juntamente com seu filho, Per Nilsson, ela realizou o assassinato de sua esposa Hanna Johansdotter em março de 1889.

## O assassinato Yngsjö
As circunstâncias do assassinato não são totalmente claras, já que tanto Månsdotter como seu filho deram várias explicações diferentes para ele. Nos anos posteriores, foi sugerido que ela realizou o assassinato sozinha. Durante o julgamento veio a luz que ela tinha um relacionamento sexual com seu filho, e que isso teria sido a causa do assassinato. Acredita-se, que ela assassinou sua nora por causa de ciúmes, tendo cometido o crime com o consentimento de seu filho.
Anna Månsdotter tinha casado com Nilsson Nils, 13 anos mais velho, esperando um futuro rico, mas eles acabaram se tornando pobres e cheios de dívidas. Ela tinha três filhos, dos quais apenas um, seu filho Per, viveu até a idade adulta. Esposo de Anna, Nils, acabou por morrer em 1883.
Ela tinha arranjado o casamento entre Per e Hanna Johansdotter, possivelmente como forma de evitar a propagação de boatos sobre incesto. O casamento não foi feliz. Månsdotter não foi morar com sua mãe, que tinha sido o plano inicial, e Hanna queixou-se com seu pai que sua sogra era a causa do casamento infeliz.

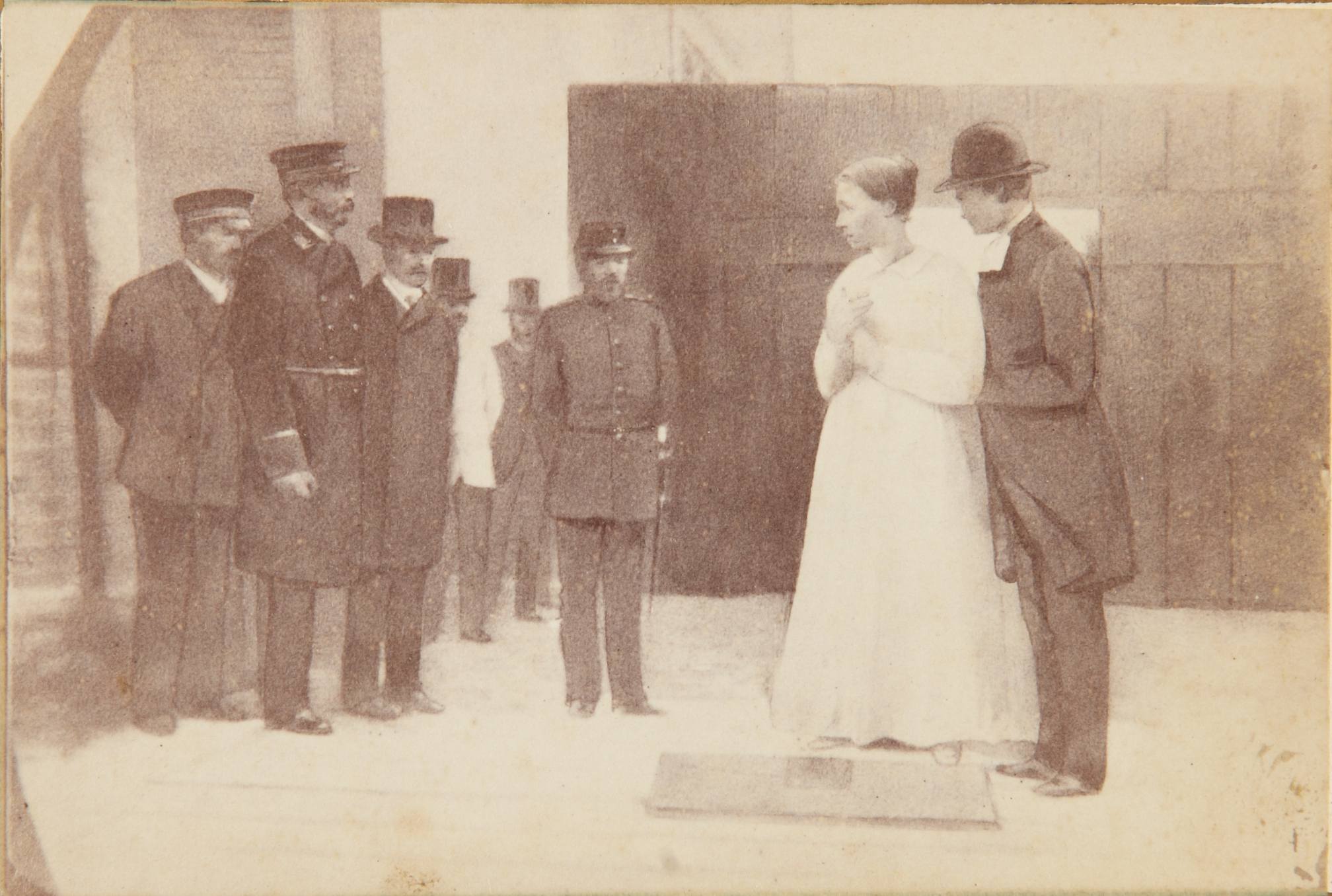
Foto tirada alguns momentos antes da execução de Anna Månsdotter.

Uma sugestão é que Hanna tinha descoberto o relacionamento sexual entre seu marido e sua mãe, e que juntos a teriam assassinado para impedi-la de contar a ninguém. Um dos muitos resumos dado ao assassinato era que ela havia batido em Hanna com um pedaço de madeira, depois a estrangulado. Eles, então, vestiram-na e a colocaram de tal maneira para parecer uma queda de escada.
Anna Månsdotter confessou o ato juntamente com seu filho e ambos foram condenados à morte, mas a dela foi a única a ser executada.
Månsdotter se tornou a última mulher a ser executada na Suécia. A Sentença de morte de Per foi comutada para prisão perpétua. Ele acabou sendo libertado em 1913 e morreu de Tuberculose 1918.
Anna Månsdotter foi, juntamente com Sofia Maria Ekwall, o assassino cometido por mulheres mais famoso século 19 na Suécia.